# Sveti Sinod Crnogorske pravoslavne Crkve 1904. – 1918.
Crnogorska pravoslavna Crkva od 1903. imala je svoj Sveti Sinod kao najveći organ crkvene vlasti u zemlji.
Crnogorski Sv.Sinod je ustrojen Ustavom Svetoga Sinoda u Knjaževini Crnoj Gori (tiskan pod tim naslovom kao posebna publikacija, Cetinje, Knj. Crnogorska Državna štamparija, 1904. g.).
Ustav Svetoga Sinoda u Knjaževini Crnoj Gori donio je svojim ukazom knjaz Nikola I. Petrović Njegoš.

### Članovi Sv.Sinoda
Crnogorski Sv.Sinod imao je osam članova: predsjedavao mu je mitropolit – poglavar Crnogorske pravoslavne Crkve, a članovi su bili episkop zahumsko-raški, upravitelji cetinjskog i ostroškog samostana, tri svećenika višeg ranga i tajnik Svetoga sinoda.

### Uloga Sv.Sinoda
Uloga Crnogorskog Sv.Sinoda definirana je općom odredbom u članku 1. Ustava Sv.Sinoda (svi citati orig.crnogor.)
- "Avtokefalna pravoslavna Mitropolija u Knjaževini Crnoj Gori, kao član jedne svete katoličanske i apostolske crkve, kojoj je pastirenačelnik i glava Gospod i Bog naš Isus Hristos, čuva i održava jedinstvo u dogmatima i kanoničkim ustanovama sa svima drugima pravoslavnima avtokefalnim crkvama, i ovo će jedinstvo ona čuvati i održavati dovijeka".

### Ovlasti Sv.Sinoda
Člankom 3. Ustava Sv.Sinoda bilo je propisano:
"Svima crkvenim poslovima u Knjaževini Crnoj Gori upravlja u smislu svetih kanona Sveti sinod, koji je najviša crkvena vlast u Knjaževini, i kojemu podliježe, u pitanjima vjere, bogoslužja i hrišćanskoga morala, svi u Knjaževini Crnoj Gori koji ispovijedaju pravoslavnu vjeru".
Člankom 13. bilo je propisano da se članovi Crnogorskoga Sv.Sinoda "postavljaju na službu ukazom njegovog kraljevskog visočanstva knjaza Gospodara".
Isti članak propisivao je i zakletvu koja će 1918. biti pogažena:
"Ja NN zaklinjem se Bogu svemogućemu, da ću vladajućem knjazu Gospodaru NN svagda vjeran biti, dužnost moju u Svetom sinodu točno i savjesno izvršavati, pri svakom sinodskom savjetovanju svoje mišljenje savjesno i po najboljem svom znanju iskazivati i službenu tajnu strogo čuvati ".
Člankom 15. bilo je propisano:
"Djelokrug Svetog sinoda prostire se, u smislu 6. kanona svetog Sedmog vaseljenskog sabora, na sva kanonička i evanđelska djela koja se tiču ove mitropolije.Isključeno je od toga samo ono što,po svetim kanonima, spada u ličnu nadležnost mitropolita, kao sinodskog predsjednika i kao poglavice avtokefalne crnogorske crkve".

#### Epilog
Do konca 1918. neovisna država Kraljevina Crna Gora, pod bajunetima Vojske Kraljevine Srbije i četničkih skupina koje je predvodio Kosta Pećanac i odlukama nelegalne Podgoričke skupštine, anektirana unutar nove državne tvorevine Kraljevine SHS. Crnogorska pravoslavna Crkva je prestala postojati i svedena je na eparhiju koju kontrolira Srpska pravoslavna Crkva sa sjedištem u Beogradu.
Niti jednim člankom Ustava Sv.Sinoda, kao najviši zakonskim aktom o unutarnjoj organizaciji Crkve u Crnoj Gori, nije bilo propisana mogućnost da se Crnogorska pravoslavna Crkva "sjedini", odnosno, ukine. No, upravo se to i dogodilo prosinca 1918. na posljednjoj sjednici Crnogorskoga Sv.Sinoda kojemu je predsjedavao Mitrofan Ban.
Iako takva odluka de iure nije bila legitimna, ona je de facto dovela do ukidanja autokefalne Crnogorske pravoslavne Crkve kroz njeno prisajedinjenje SPC.